# Costante di Rydberg
La costante di Rydberg, così chiamata in onore del fisico Johannes Rydberg, è una costante fisica presente nella formula di Rydberg. È stata scoperta da Rydberg nel 1888 - ma pubblicata nel 1889 - nella misura dello spettro visibile dell'idrogeno, e costruita sui risultati di Anders Jonas Ångström e Johann Jakob Balmer.

## Caratteristiche
La costante di Rydberg rappresenta il valore del massimo numero d'onda (inverso della lunghezza d'onda) del fotone che può essere emesso da un atomo di idrogeno o, alternativamente, il numero d'onda del fotone con la minima energia richiesta per ionizzare tale atomo.
Questa è una delle costanti fisiche determinate con maggior precisione, con una incertezza sperimentale relativa minore di 7 parti per bilione. La possibilità di una sua misura diretta conferma la precisione dei valori delle altre costanti che la definiscono, e viene usata nella verifica sperimentale di alcune teorie (come l'Elettrodinamica quantistica).
Ogni elemento chimico ha la propria costante di Rydberg {\displaystyle R_{M}}. Per tutti gli atomi idrogenoidi (ossia quelli con un solo elettrone sull'orbita più esterna), {\displaystyle R_{M}} può essere derivato dalla costante di Rydberg "all'infinito" (per un nucleo infinitamente pesante), come segue:
{\displaystyle R_{M}={\frac {R_{\infty }}{1+m_{e}/M}}}
dove:
- {\displaystyle R_{M}} costante di Rydberg per un dato elemento chimico
- {\displaystyle M} massa del suo nucleo atomico
- {\displaystyle m_{e}} massa dell'elettrone

Ad esempio, per l'atomo d'idrogeno
{\displaystyle R_{H}={\frac {R_{\infty }}{1+m_{e}/m_{p}}}={\frac {R_{\infty }}{1+1/1836}}=0,999\,455\,634\,R_{\infty }}
con {\displaystyle m_{p}} massa del protone.
La costante di Rydberg "all'infinito" (CODATA, 2014) vale
{\displaystyle R_{\infty }={\frac {m_{e}c\alpha ^{2}}{2h}}={\frac {m_{e}e^{4}}{8\varepsilon _{0}^{2}h^{3}c}}=1.097\,373\,156\,850\,8(65)\times 10^{7}\,\mathrm {m} ^{-1}}
dove:
- {\displaystyle m_{e}} massa dell'elettrone
- {\displaystyle e} carica elementare
- {\displaystyle c} velocità della luce nel vuoto
- {\displaystyle \varepsilon _{0}} costante dielettrica del vuoto
- {\displaystyle h} costante di Planck
- α costante di struttura fine

Questa costante è spesso usata in fisica atomica per esprimere il valore numerico del Rydberg (Ry), unità di misura delle energie su scala atomica, che corrisponde all'energia di ionizzazione {\displaystyle E_{0}} per un elettrone dell'atomo d'idrogeno che si trovi nello stato fondamentale:
{\displaystyle E_{0}=hcR_{\infty }={\frac {e^{2}}{8\pi \varepsilon _{0}a_{0}}}=13.605\,692\,3(12)\,\mathrm {eV} \equiv 1\,\mathrm {Ry} \ }
con {\displaystyle a_{0}} raggio di Bohr